# Belonophora
Genre
Belonophora est un genre de plantes à fleurs de la famille des Rubiaceae.

## Liste des sous-espèces et espèces
Selon Catalogue of Life (25 juillet 2017) :
- Belonophora coffeoides Hook.f.
- Belonophora coriacea Hoyle
- Belonophora ongensis S.E.Dawson & Cheek
- Belonophora talbotii (Wernham) Keay
- Belonophora wernhamii Hutch. & Dalziel

Selon World Checklist of Selected Plant Families (WCSP) (25 juillet 2017) :
- Belonophora coffeoides Hook.f. (1873)
  - sous-espèce Belonophora coffeoides subsp. coffeoides
  - sous-espèce Belonophora coffeoides subsp. hypoglauca (Welw. ex Hiern) S.E.Dawson & Cheek (2000)
- Belonophora coriacea Hoyle (1935)
- Belonophora ongensis S.E.Dawson & Cheek (2000)
- Belonophora talbotii (Wernham) Keay (1958)
- Belonophora wernhamii Hutch. & Dalziel (1931)

Selon NCBI (25 juillet 2017) :
- Belonophora coriacea
- Belonophora talbotii
- Belonophora wernhamii

Selon The Plant List (25 juillet 2017) :
- Belonophora coffeoides Hook.f.
- Belonophora coriacea Hoyle
- Belonophora ongensis S.E.Dawson & Cheek
- Belonophora talbotii (Wernham) Keay
- Belonophora wernhamii Hutch. & Dalziel

Selon Tropicos (25 juillet 2017) (Attention liste brute contenant possiblement des synonymes) :
- Belonophora coffeoides Hook. f.
- Belonophora coriacea Hoyle
- Belonophora gilletii A. Chev.
- Belonophora glomerata M.B. Moss
- Belonophora hypoglauca (Welw. ex Hiern) A. Chev.
- Belonophora lepidopoda (K. Schum.) Hutch. & Dalziel
- Belonophora morganae Hutch.
- Belonophora ongensis S.E. Dawson & Cheek
- Belonophora talbotii (Wernham) Keay
- Belonophora wernhamii Hutch. & Dalziel